# Nijenhuis-Tensor
Der Nijenhuis-Tensor ist ein mathematisches Objekt aus der Differentialgeometrie. Das Tensorfeld ist benannt nach dem Mathematiker Albert Nijenhuis. Aufgrund des Satzes von Newlander-Nirenberg kann man mit Hilfe des Nijenhuis-Tensors entscheiden, ob auf einer Mannigfaltigkeit mit fastkomplexer Struktur eine komplexe Struktur existiert, die die fastkomplexe induziert.

## Definition
Sei {\displaystyle A} ein Tensorfeld vom Rang (1,1) auf einer differenzierbaren Mannigfaltigkeit {\displaystyle M}, das heißt man hat zu jedem {\displaystyle x\in M} eine (glatt vom Basispunkt abhängende) lineare Abbildung {\displaystyle A_{x}\colon T_{x}M\rightarrow T_{x}M}. Der Nijenhuis-Tensor ist dann das durch
{\displaystyle N_{A}(X,Y):=-A^{2}[X,Y]+A([AX,Y]+[X,AY])-[AX,AY]}
(für Vektorfelder {\displaystyle X,Y}) definierte Tensorfeld vom Rang (1,2). Die eckigen Klammern bezeichnen hier die Lie-Klammer von Vektorfeldern also die Lie-Ableitung.

## Satz von Newlander-Nirenberg
Eine fastkomplexe Struktur auf einer glatten Mannigfaltigkeit {\displaystyle M} ist eine glatte Abbildung {\displaystyle J\colon TM\to TM} mit der Eigenschaft, dass die Einschränkung {\displaystyle J_{p}:=J|_{T_{p}M}} auf den Tangentialraum zu jedem Punkt {\displaystyle p\in M} eine bijektive lineare Abbildung ist, die
{\displaystyle J_{p}^{2}=-\mathrm {id} }
erfüllt.
Eine komplexe Mannigfaltigkeit ist automatisch auch eine fastkomplexe. Durch die komplexe Struktur werden die Tangentialräume zu komplexen Vektorräumen und dadurch  wird eine fastkomplexe Struktur definiert. Umgekehrt braucht eine fastkomplexe Mannigfaltigkeit im Allgemeinen keine komplexe Struktur zu besitzen. Falls es aber einen Atlas gibt mit Karten, deren Zielbereich ein komplexer Vektorraum ist und die im Sinne der fastkomplexen Struktur holomorph sind, dann ist dieser Atlas ein komplexer Atlas, der die fastkomplexe Struktur induziert. Man kann deshalb komplexe Mannigfaltigkeiten auch definieren als fastkomplexe Mannigfaltigkeiten, die einen holomorphen Atlas besitzen. In diesem Fall heißt die fastkomplexe Struktur integrabel.
Satz von Newlander-Nirenberg: Eine fastkomplexe Struktur {\displaystyle J:TM\rightarrow TM} ist genau dann integrierbar, wenn ihr Nijenhuis-Tensor verschwindet.
{\displaystyle N_{J}(X,Y)=0\ \forall \ X,Y}.

## Beispiel
Auf einer 2-dimensionalen Mannigfaltigkeit {\displaystyle F} ist jede fastkomplexe Struktur {\displaystyle J} integrierbar.
Beweis: Um das Verschwinden des Nijenhuis-Tensors in beliebigen Punkten {\displaystyle x\in F} zu überprüfen, genügt es wegen {\displaystyle \dim T_{x}F=2}, das Verschwinden des Nijenhuis-Tensors für zwei Basisvektoren von {\displaystyle T_{x}F} zu prüfen. Als Basis kann man {\displaystyle X} und {\displaystyle JX} für ein {\displaystyle X\in T_{x}F} wählen. Einsetzen in den Nijenhuis-Tensor gibt 
{\displaystyle N_{J}(X,JX)=\left[X,JX\right]+J(\left[JX,JX\right]+\left[X,-X\right])-\left[JX,-X\right]=\left[X,JX\right]+\left[JX,X\right]=0.}